# سونت ویلیوئن
سونت ویلیوئن (انگلیسی: Sunette Viljoen؛ زادهٔ ۶ اکتبر ۱۹۸۳) یک بازیکن کریکت، و پرتاب‌گر نیزه اهل آفریقای جنوبی است. وی در مسابقات کشوری و بین‌المللی در مجموع برندهٔ ۱۰ مدال طلا، ۴ مدال نقره، ۴ مدال برنز شده‌است.